# 名剣温泉
名剣温泉（めいけんおんせん）は、富山県黒部市（旧・越中国）にある温泉。

## 泉質
- 単純硫黄泉（硫化水素型）
  - 源泉温度 98℃（旧源泉は55 - 64℃）[1]。

源泉は祖母谷温泉からの引湯である。引湯後、名剣温泉での湯温は約80℃まで下がっている。
神経痛・リウマチ・疲労回復などに効果があり、湯上りは肌がなめらかになると女性に好評である。

## 温泉地
欅平駅よりの山道の先に、日本秘湯を守る会にも属する1軒宿「名剣温泉旅館」が存在する（地上2階、地下2階建ての山小屋風の建物）。男女別の内湯、まわりの木々や大きな自然石をそのまま生かした渓谷を見下ろす露天風呂（いずれも女湯のほうが大きめ）、それに貸し切り湯がある。午後2時までなら日帰り入浴も可能である。
客室は和室10室のみで、他に三十畳の大広間がある。
冬季は、黒部峡谷鉄道のトロッコ列車が運休するため、それに伴い、宿も休業する。
黒部市宇奈月町欅平は日本郵便から交通困難地の指定を受けているため、地外から当地宛に郵便物を送付することは出来ない。

## 歴史
元々は谷底にあった源泉近く（上流500m）に1957年に宿を建設し創業した。その後1969年の水害で全施設が流出し、1972年に宿と内湯は高台の道路脇の現在地に移転した。それが現在の旅館の建物である。その後1995年には7.11水害により露天風呂が流失し、源泉が埋没した。その後1996年8月1日に宿の営業を再開し、露天風呂は宿に近い現在地で再建したが。
源泉は1974年以降、上流の祖母谷温泉から引湯している。

## アクセス
- 鉄道 : 黒部峡谷鉄道欅平駅より徒歩約15分[1]。